# Kazimierz Bagiński
Kazimierz Florian Bagiński, ps. „Biernacki”, „Brzeziński”, „Dąbrowski”, „Florek” (ur. 15 marca 1890 w Warszawie, zm. 27 lipca 1966 w Phoenix) – polski polityk, działacz ruchu ludowego, w latach 1919–1930 poseł na Sejm II RP (na Sejm Ustawodawczy oraz na Sejm I i II kadencji), publicysta.

## Życiorys
W 1905 jako uczeń gimnazjum w Warszawie brał udział w strajku szkolnym, za co został skazany na dwa tygodnie aresztu. Po przeniesieniu do Lublina w 1911 ukończył Prywatne Męskie Gimnazjum imienia Stefana Batorego (tzw. „szkołę lubelską”). W latach 1911–1914 studiował na Politechnice Lwowskiej.
W 1914 działał w Polskiej Partii Socjalistycznej. W 1915 współorganizował Polskie Stronnictwo Ludowe „Wyzwolenie”. Tworzył lotną Polską Organizację Wojskową na Lubelszczyźnie. Był jednym z czołowych działaczy Komisji Porozumiewawczej Stronnictw Demokratycznych. Był także współorganizatorem związków strzeleckich w Galicji w czasie I wojny światowej, legionistą oraz żołnierzem w wojnie polsko-bolszewickiej.

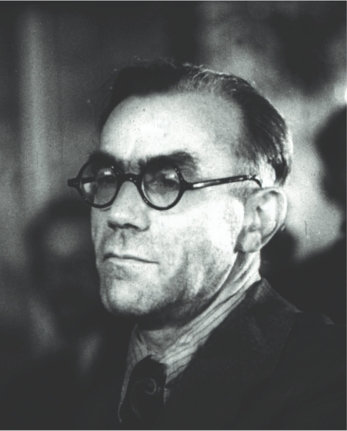
Zdjęcie z procesu szesnastu w 1945

W latach 1918–1931 był sekretarzem PSL „Wyzwolenie”. 17 maja 1922 został odznaczony Krzyżem Srebrnym Orderu Wojskowego Virtuti Militari. Na znak protestu przeciw postępowaniu Józefa Piłsudskiego wobec Sejmu, Kazimierz Bagiński w 1928 odesłał mu posiadany Krzyż Virtuti Militari. W 1929 współorganizował Centrolew. W nocy z 9 na 10 września 1930 został aresztowany i uwięziony w twierdzy w Brześciu, a następnie skazany na dwa lata więzienia w tzw. procesie brzeskim. W latach 1933–1939 przebywał w Czechosłowacji. W latach 30. był też sekretarzem NKW Stronnictwa Ludowego.
W czasie okupacji niemieckiej w Polsce wiceprezes Rady Jedności Narodowej. Od lipca do września 1944 był dyrektorem Departamentu Spraw Wewnętrznych Delegatury Rządu na Kraj. Działał w SL „Roch” (m.in. od października do listopada 1944 był prezesem Centralnego Kierownictwa Ruchu Ludowego). Aresztowany przez NKWD 28 marca 1945, wywieziony do Moskwy, jeden z oskarżonych w pokazowym „procesie szesnastu” w czerwcu 1945, skazany na rok więzienia. Po dwóch miesiącach zwolniony na podstawie amnestii. Po powrocie do kraju działacz Polskiego Stronnictwa Ludowego (mikołajczykowskiego). W 1946 ponownie aresztowany i skazany na 8 lat więzienia. W 1947 na podstawie amnestii i decyzji prezydenta Bolesława Bieruta zwolniony. W trzy miesiące po zwolnieniu emigrował przez zieloną granicę. W latach 1949–1954 był przewodniczącym Tymczasowego NKW PSL – Odłam Jedności Narodowej z siedzibą w Waszyngtonie. Do śmierci mieszkał w Stanach Zjednoczonych. Został pochowany w St. Francis Cemetery w Phoenix. Spoczywa w grobie z żoną Paulą (zm. 2003). Planowana tuż po śmierci próba przeniesienia do Polski prochów zmarłego nie powiodła się.